# Bactrophalangium
Bactrophalangium is een geslacht van hooiwagens uit de familie Phalangiidae (Echte hooiwagens).
De wetenschappelijke naam Bactrophalangium is voor het eerst geldig gepubliceerd door Silhavý in 1966. 

## Soorten
Bactrophalangium omvat de volgende 2 soorten:
- Bactrophalangium ghissaricum
- Bactrophalangium jakesi